# 大曽根 (横浜市)
大曽根（おおそね）は、神奈川県横浜市港北区の町名。現行行政地名は大曽根一丁目から大曽根三丁目。住居表示実施済区域。

## 地理
港北区の中央部に位置し、東に樽町、南東に師岡町、南に大倉山、南西に大曽根台、川を挟んで北に綱島上町と綱島西と接している。

### 河川
- 鶴見川

### 面積
面積は以下の通りである。
| 丁目         | 面積（km²） |
| ------------ | ----------- |
| 大曽根一丁目 | 0.125       |
| 大曽根二丁目 | 0.230       |
| 大曽根三丁目 | 0.215       |
| 計           | 0.570       |

### 地価
住宅地の地価は、2025年（令和7年）1月1日の公示地価によると、大曽根2-6-7の地点で35万4000円/m²、大曽根3-19-16の地点で31万6000円/m²となっている。

## 歴史

### 沿革
かつて、橘樹郡大綱村大字大曾根があった場所である。
- 1927年（昭和2年）4月1日 - 大綱村が横浜市に編入し、横浜市大曾根町となる[8]。
- 1927年（昭和2年）10月1日 - 神奈川区の区制施行により、横浜市神奈川区大曾根町となる[9]。
- 1939年（昭和14年）4月1日 - 港北区の新設により、横浜市港北区大曾根町となる[10]。
- 1960年（昭和35年）3月18日 - 耕地整理に伴い、大曾根町と太尾町の境界を変更する[11]。
- 1969年（昭和44年）10月1日 - 行政区の再編成により、横浜市港北区大曾根町となる[12]。
- 1973年（昭和48年）6月11日 - 大曾根町の一部を綱島西二丁目へ編入、南綱島町の一部を大曾根町に編入[13]。
- 1976年（昭和51年）5月1日 - 太尾町の一部を大曾根町に編入[14]。
- 1982年（昭和57年）7月19日 - 住居表示の実施に伴い、大曾根町、樽町、太尾町の各一部から、大曽根一丁目〜三丁目、大曽根台を新設。これに伴い、大曾根町を廃止[15]。

### 町名の変遷
| 実施後       | 実施年月日                | 実施前（各町名ともその一部） |
| ------------ | ------------------------- | ---------------------------- |
| 大曽根一丁目 | 1982年（昭和57年）7月19日 | 大曾根町、樽町（各一部）     |
| 大曽根二丁目 | 1982年（昭和57年）7月19日 | 大曾根町（一部）             |
| 大曽根三丁目 | 1982年（昭和57年）7月19日 | 大曾根町（一部）             |

## 世帯数と人口
2025年（令和7年）6月30日現在（横浜市発表）の世帯数と人口は以下の通りである。
| 丁目         | 世帯数    | 人口    |
| ------------ | --------- | ------- |
| 大曽根一丁目 | 1,320世帯 | 2,198人 |
| 大曽根二丁目 | 1,454世帯 | 2,957人 |
| 大曽根三丁目 | 1,513世帯 | 3,238人 |
| 計           | 4,287世帯 | 8,393人 |

### 人口の変遷
国勢調査による人口の推移。
| 年                 | 人口  |
| ------------------ | ----- |
| 1995年（平成7年）  | 7,452 |
| 2000年（平成12年） | 8,097 |
| 2005年（平成17年） | 8,069 |
| 2010年（平成22年） | 8,134 |
| 2015年（平成27年） | 8,211 |
| 2020年（令和2年）  | 8,367 |

### 世帯数の変遷
国勢調査による世帯数の推移。
| 年                 | 世帯数 |
| ------------------ | ------ |
| 1995年（平成7年）  | 3,255  |
| 2000年（平成12年） | 3,558  |
| 2005年（平成17年） | 3,658  |
| 2010年（平成22年） | 3,790  |
| 2015年（平成27年） | 3,860  |
| 2020年（令和2年）  | 4,080  |

## 学区
市立小・中学校に通う場合、学区は以下の通りとなる（2024年11月時点）。
| 丁目         | 番・番地等 | 小学校               | 中学校             |
| ------------ | ---------- | -------------------- | ------------------ |
| 大曽根一丁目 | 全域       | 横浜市立大曽根小学校 | 横浜市立樽町中学校 |
| 大曽根二丁目 | 全域       | 横浜市立大曽根小学校 | 横浜市立樽町中学校 |
| 大曽根三丁目 | 全域       | 横浜市立大曽根小学校 | 横浜市立樽町中学校 |

## 事業所
2021年（令和3年）現在の経済センサス調査による事業所数と従業員数は以下の通りである。
| 丁目         | 事業所数  | 従業員数 |
| ------------ | --------- | -------- |
| 大曽根一丁目 | 103事業所 | 366人    |
| 大曽根二丁目 | 36事業所  | 403人    |
| 大曽根三丁目 | 23事業所  | 61人     |
| 計           | 162事業所 | 830人    |

### 事業者数の変遷
経済センサスによる事業所数の推移。
| 年                 | 事業者数 |
| ------------------ | -------- |
| 2016年（平成28年） | 159      |
| 2021年（令和3年）  | 162      |

### 従業員数の変遷
経済センサスによる従業員数の推移。
| 年                 | 従業員数 |
| ------------------ | -------- |
| 2016年（平成28年） | 709      |
| 2021年（令和3年）  | 830      |

## 交通
- 神奈川県道140号川崎町田線
- 東京都道・神奈川県道2号東京丸子横浜線（綱島街道: 大曽根の東端）

## 施設
- 横浜市立大曽根小学校

## その他

### 日本郵便
- 郵便番号 : 222-0003[3]（集配局：港北郵便局[25]）

### 警察
町内の警察の管轄区域は以下の通りである。
| 丁目         | 番・番地等 | 警察署     | 交番・駐在所 |
| ------------ | ---------- | ---------- | ------------ |
| 大曽根一丁目 | 全域       | 港北警察署 | 樽町交番     |
| 大曽根二丁目 | 全域       | 港北警察署 | 樽町交番     |
| 大曽根三丁目 | 全域       | 港北警察署 | 樽町交番     |

## 関連文献
- 「大曾根村」『新編武蔵風土記稿』 巻ノ66橘樹郡ノ9、内務省地理局、1884年6月。NDLJP:763984/59。